# San Pancrazio (Italia)
San Pancrazio (St. Pankraz in tedesco, San Pancrazi in Òutem in solandro) è un comune italiano di 1 550 abitanti della provincia autonoma di Bolzano in Trentino-Alto Adige, situato nella Val d'Ultimo a 735 m s.l.m. È la prima località che si incontra imboccando la valle da Merano.

## Geografia fisica
San Pancrazio si trova circa 11 km a sud-ovest di Merano nella Val d'Ultimo. La valle corre da Lana in direzione sud-ovest e viene percorsa dal torrente Valsura (Falschauerbach). Il rio della Chiesa (Kirchbach), che arriva da ovest, sfocia nel Valsura proprio a San Pancrazio.
A nord-ovest del paese si trova la cima Guardia Alta (Hochwart), che raggiunge i 2.608 metri e a sud la cima di Monte Luco (Laugenspitze) che raggiunge i 2.434 metri.

## Origini del nome
Il toponimo è attestato come ecclesia S. Pancracii in Ultun nel 1098, come S. Pangraz nel 1440 e come S. Pankraz nel 1470 e deriva dal nome del santo patrono del paese.

## Storia
Notevoli sono i tanti masi antichi della zona, quasi tutti con radice medievale. Fra essi spicca il Beckenchristlhof, oggetto di uno studio archeologico.

### Simboli
La torre rappresenta il castel d'Ultimo (Eschenloch) costruito nel XII secolo dai conti di Ultimo. Lo stemma è stato adottato nel 1968.

## Monumenti e luoghi d'interesse
- Rovine di castel d'Ultimo con la torre isolata in cima ad un colle[9]
- Chiesa di San Pancrazio, parrocchiale col campanile alto 56 metri
- Cappella di San Sebastiano accanto alla chiesa parrocchiale
- Chiesa di Sant'Elena, che venne menzionata per la prima volta nel 1338 e si trova ben visibile da lontano su un rilievo a 1.550 metri di altezza
- Casa della roccia (Häusl am Stein): questa costruzione si è salvata dall'alluvione del 1882, perché costruita su un blocco di pietra.

## Società

### Ripartizione linguistica
Al censimento del 2001 San Pancrazio risultò il comune con la più elevata percentuale di abitanti di madrelingua tedesca dell'intero Alto Adige, con il 99,81%. Al censimento del 2011 il numero dei germanofoni era lievemente calato e il comune con la più elevata percentuale di abitanti di madrelingua tedesca era Martello (100% madrelingua tedesca).
| %      | Ripartizione linguistica (gruppi principali) |
| ------ | -------------------------------------------- |
| 98,99% | madrelingua tedesca                          |
| 0,95%  | madrelingua italiana                         |
| 0,07%  | madrelingua ladina                           |

### Evoluzione demografica
Abitanti censiti

## Infrastrutture e trasporti
Da San Pancrazio si raggiunge attraverso la strada provinciale 9 in direzione nord-est prima Lana, quindi Merano Sud, dove si trova lo svincolo della Superstrada 38 Merano-Bolzano (MeBo). In direzione sud si può andare lungo la Val d'Ultimo con la strada provinciale 86.

## Amministrazione
| Periodo | Periodo   | Primo cittadino | Partito | Carica  | Note |
| ------- | --------- | --------------- | ------- | ------- | ---- |
| 2005    | 2010      | Hermann Tumpfer | SVP     | Sindaco |      |
| 2010    | in carica | Thomas Holzner  | SVP     | Sindaco |      |